# Seštevanje
Seštévanje, sumácija ali adicija je v matematiki in aritmetiki ena od osnovnih aritmetičnih dvočlenih operacij nad objekti, kot so množice, števila, ulomki, vektorji, matrike, polinomi. Znak za seštevanje je plus (+).
Najpreprostejše seštevanje je seštevanje števil, ki se ga zapiše kot a + b. Rezultat se imenuje seštevek ali vsota (tudi suma), člena pa sta seštevanca (sumanda). Poseben primer je seštevanje naravnih števil. Imenovanje števil po vrsti je štetje.